# Aglais rosacea
Aglais rosacea är en fjärilsart som beskrevs av Hans-Joachim Hannemann 1915. Aglais rosacea ingår i släktet Aglais och familjen praktfjärilar. Inga underarter finns listade i Catalogue of Life.